# Jan Charlęski
Jan Charlęski (Charliński) herbu Bończa – kasztelan bracławski w latach 1618–1625, podkomorzy łucki w latach 1582–1618, poborca w województwie wołyńskim w 1590 roku.
Poseł na sejm konwokacyjny 1587 roku z województwa kijowskiego, podpisał akt konfederacji generalnej. W czasie elekcji 1587 roku głosował najpierw na Piasta, potem na Zygmunta Wazę. Poseł na sejm 1590 roku z województwa wołyńskiego. Jako poseł na sejm 1598 roku wyznaczony do lustracji królewszczyzn Mazowsza i Podlasia. W 1607 roku był posłem na sejm z województwa wołyńskiego.
Deputat na Trybunał Główny Koronny z województwa wołyńskiego w 1590, 1599, 1603, 1613, 1618 roku

## Pochodzenie
Jan jest pierwszym przedstawicielem rodziny Charlińskich, urodzonym na Wołyniu, syn Mikołaja Charlińskiego podkomorzego łuckiego.
Dzięki ważnym  relacjom rodzinnym i udanej karierze ojca, tej osobie udało się dołączyć do lokalnego koła szlacheckiego, stać się dla niego "swoim".
Początkiem kariery własnej dla Jana stał się warszawski dwór królewski, a potem dwór Habsburgów.
Wraz z ojcem i bratem Jan brał udział w kampaniach moskiewskich Stefana Batorego 1580-1581r., gdzie  okazał się dobrym wojownikiem, co dodatkowo podniosło jego prestiż.